# Ti ho conosciuto in un clubs/La risata triste
Ti ho conosciuto in un clubs/La risata triste è il secondo singolo del gruppo musicale italiano Squallor, pubblicato nel 1973 come secondo estratto dall'album Troia.

## Descrizione
Mentre Ti ho conosciuto in un clubs è un brano originale degli Squallor, La risata triste è una cover di Slush dei Bonzo Dog Doo-Dah Band, risalente all'anno precedente.

## Tracce
1. Ti ho conosciuto in un clubs (Daniele Pace, Giancarlo Bigazzi, Totò Savio)
2. La risata triste (testo: Ettore Carrera, Daniele Pace – musica: Neil Innes)

## Crediti
- Alfredo Cerruti - voce
- Totò Savio - voce